# Балторо-Кангрі
Балторо-Кангрі  (урду بلتورو کنگری; англ. Baltoro Kangri, також відома як Golden Throne) — вершина в гірському хребті Машербрум, гірського масиву Каракорум в Гілгіт-Балтистані, Пакистан.

## Географія
Балторо-Кангрі є 82-ю вершиною у світі з висотою 7312 м, з відносною висотою 1040 м.
Гора лежить на південь від Гашербрума і на схід від піка Чоголізи (7665 м).
Велетенський льодовик Балторо (який є одним з найбільших поза полярним регіоном) здіймається від підніжжя Балторо-Кангрі. На північ від Балторо-Кангрі розташований льодовик Абруцці.

## Підкорення
У 1963 році японська експедиція здійснила перше успішне офіційне сходження на Балторо-Кангрі. Експедиція складалася з дев'яти членів гірськолижного клубу Токійського університету, яким керував Сейхей Като.